# RFB
RFB (віддалений фреймбуфер) є відкритим простим протоколом для віддаленого доступу до графічного інтерфейсу користувача. Так як він працює на рівні фрейм буферу, він застосовується для всіх віконних систем і додатків, включаючи Microsoft Windows, MacOS і X Window System. RFB це протокол, який використовується в Virtual Network Computing (VNC) і його похідних.

## Опис
За замовчуванням, глядач/клієнт використовує TCP-порт 5900 для підключення до сервера (або 5800 для доступу браузера), але також може бути налаштований на використання будь-якого іншого порту. Крім того, сервер може підключитися до глядача в «режимі прослуховування» (за замовчуванням на порт 5500). Одним з переваг режиму прослуховування є те, що сервер сайт не повинен налаштувати свій брандмауер /NAT, щоб дозволити доступ для вибраних портів.  Глядач, який використовує сайт серверу, що не має необхідної бази знань буде  очікувати їх, щоб бути більш обізнаним. 
Хоча RFB розроблявся, як відносно простий протокол, він був вдосконалений з додатковими функціями (наприклад, передача файлів) і більш складним стисненням і технікою безпеки під час розвитку. Для підтримки крос-сумісності між багатьма різними реалізаціями VNC клієнтом і сервером, клієнти і сервери встановлюють з'єднання, використовуючи найкращий варіант RFB, і найбільш підходящі стиснення і параметри безпеки, що ними підтримуються. 

## Історія
RFB спочатку був розроблений в лабораторії Olivetti Research (ORL) як технологія віддаленого дисплея для використання тонкого клієнта з можливістю підключення ATM -Videotile. Для того, щоб RFB був якомога простішим, він був розроблений і використаний переважно для існуючих технологій дистанційного відображення.
VNC була випущена як програмне забезпечення з відкритим вихідним кодом і специфікацією RFB, опублікованою в Інтернеті. З тих пір RFB був вільним протокол, який кожен може використовувати.
Коли ORL був закритий в 2002 році деякі з ключових людей з VNC і RFB сформували RealVNC, Ltd., з метою подальшого розвитку VNC і підтримки протоколу RFB. В даний час протокол RDB публікується на сайті RealVNC.
Версії протоколу
Опубліковані версії протоколу РФБ полягають в наступному:
| Версія             | Публікація  | Дата         | Специфікація                         |
| RFB 3.3            | ORL         | Січень 1998  | Віддалений протокол фрейм буферу 3.3 |
| RFB 3.7            | RealVNC Ltd | Серпень 2003 | Віддалений протокол фрейм буферу 3.7 |
| RFB 3.8 (поточний) | RealVNC Ltd | Червень 2007 | Віддалений протокол фрейм буферу 3.8 |

Розробники додають нові кодування і типи безпеки за допомогою замовлення унікальних ідентифікаційних номерів для них з супроводжуючим протоколом так, щоб цифри не конфліктували. Числа конфліктуючих типів можуть викликати плутанину. Список кодування і типів безпеки підтримується на RealVNC Ltd і відділений від специфікації протоколу, так що нові типи можуть бути додані без необхідності специфікації і перевидання. Версія спільноти специфікації протоколу RFB, який спрямований документувати всі існуючі розширення розміщується в проекті TigerVNC.

## Обмеження
З точки зору передачі даних з буфера обміну, в даний час не існує способу передати текст поза Latin-1 набором символів. VNC протокол базується на піксельнійі. Зазвичай, це призводить до більшої гнучкості (тобто може бути відображений будь-який тип робочого столу), але гіршої ефективності порівняно з покращеним інтерфейсом графічної взаємодії типу X11 або RDP. Це протоколи відправки графічних примітивів або команд високого рівня в більш простій формі (наприклад, відкрите вікно), в той час як RFB просто посилає необроблені дані пікселів, хоча і стислі.